# Zuud-Drèents
Zuud-Drèents (néerlandais Zuid-Drents) est un terme collectif pour des dialectes bas-saxons parlés en Drenthe, une province des Pays-Bas. Ils appartiennent aux langues germaniques. Il y a des similarités avec le Sallaands et avec l'Oost-Veluws, parlés respectivement dans l'ouest de l'Overijssel et le nord-est de la Gueldre. 

## Varietés
- 3. Zuudoost-Drèents (nds-nl)
- 4. Zaand-Drèents (nds-nl)
- 6. Zuudwest-Noord-Drèents (nds-nl)
- 7. Zuudwest-Zuud-Drèents (nds-nl)

## Sources
- (en) Cet article est partiellement ou en totalité issu de l’article de Wikipédia en anglais intitulé « Drèents dialects » (voir la liste des auteurs).

- (nds-nl) Cet article est partiellement ou en totalité issu de l’article de Wikipédia en bas saxon des Pays-Bas intitulé « Zuud-Drèents » (voir la liste des auteurs).